# Sago, Lordelo e Parada
Sago, Lordelo e Parada (oficialmente: União das Freguesias de Sago, Lordelo e Parada) é uma freguesia portuguesa do município de Monção, com 8,33 km² de área e 381 habitantes (censo de 2021). A sua densidade populacional é 45,7 hab./km².

## História
Foi criada aquando da reorganização administrativa de 2012/2013,  resultando da agregação das antigas freguesias de Sago, Lordelo e Parada.

## Demografia
A população registada nos censos foi:
| Distribuição da População por Grupos Etários | Distribuição da População por Grupos Etários | Distribuição da População por Grupos Etários | Distribuição da População por Grupos Etários | Distribuição da População por Grupos Etários | Distribuição da População por Grupos Etários |
| -------------------------------------------- | -------------------------------------------- | -------------------------------------------- | -------------------------------------------- | -------------------------------------------- | -------------------------------------------- |
| Antes da agregação                           |                                              |                                              |                                              |                                              |                                              |
| Ano                                          | 0-14 anos                                    | 15-24 anos                                   | 25-64 anos                                   | >= 65 anos                                   | Total                                        |
| 2001                                         | 56                                           | 68                                           | 255                                          | 140                                          | 519                                          |
| 2011                                         | 38                                           | 41                                           | 224                                          | 145                                          | 448                                          |
| Após a agregação                             |                                              |                                              |                                              |                                              |                                              |
| Ano                                          | 0-14 anos                                    | 15-24 anos                                   | 25-64 anos                                   | >= 65 anos                                   | Total                                        |
| 2021                                         | 18                                           | 24                                           | 163                                          | 176                                          | 381                                          |